# Olaf Kölzig
Temple de la renommée ECHL : 2010
Olaf Kölzig (né le 6 avril 1970 à Johannesbourg en Afrique du Sud) est un joueur professionnel allemand de hockey sur glace ayant évolué dans la Ligue nationale de hockey au poste de gardien de but.

## Biographie

### Jeunesse
Né à Johannesbourg en Afrique du Sud, sa famille déménage au Canada alors qu'il est âgé de trois ans. Il a vécu à Halifax, à Toronto puis à Union Bay, petite ville située en Colombie-Britannique. 

### Carrière professionnelle

#### Capitals de Washington (1989-2008)
« Olie the Goalie » est repêché par les Capitals de Washington en première ronde, 19e au total, du repêchage d'entrée dans la LNH 1989, des Americans de Tri-City. Après avoir passé quelques saisons dans la Ligue américaine de hockey avec les Skipjacks de Baltimore, les Admirals de Hampton Roads et les Pirates de Portland, il est rappelé par les Capitals en 1995-1996 comme remplaçant de Jim Carey. Il le remplace dès la saison suivante et en devient le gardien titulaire.
Il mène les Capitals à la finale de la Coupe Stanley en 1998 ; il devient cette saison-là seulement le 4e gardien de l'histoire à enregistrer 4 jeux blancs au cours des mêmes séries d'après-saison. Les Capitals sont cependant battus en 4 matches par les Red Wings de Détroit.
Il remporte le trophée Vézina en 2000 avec une fiche de 41 victoires, 20 défaites et 11 matchs nuls, une moyenne de 2,24 buts encaissés par match et 5 blanchissages. Il remporte aussi dans la ligue américaine le trophée Jack-A.-Butterfield remis au joueur le plus utile des séries en 1994 et, la même année, le trophée Harry-« Hap »-Holmes. 
Pendant son séjour à Tri-City, il est engagé dans un combat sur la glace avec Byron Dafoe des Winter Hawks de Portland. Au cours de leur carrière dans la LNH, ils entretiennent une rivalité amicale, si amicale qu'ils sont chacun le témoin de l'autre à leur mariage respectif. Kölzig marque un but avec les Americans le 29 novembre 1989. Depuis 2005, il fait, avec Stu Barnes, partie d'un groupe qui détient des droits de propriété sur les Americans de Tri-City, garantissant que l'équipe restera à Kennewick (Washington) pour les dix ans à venir.

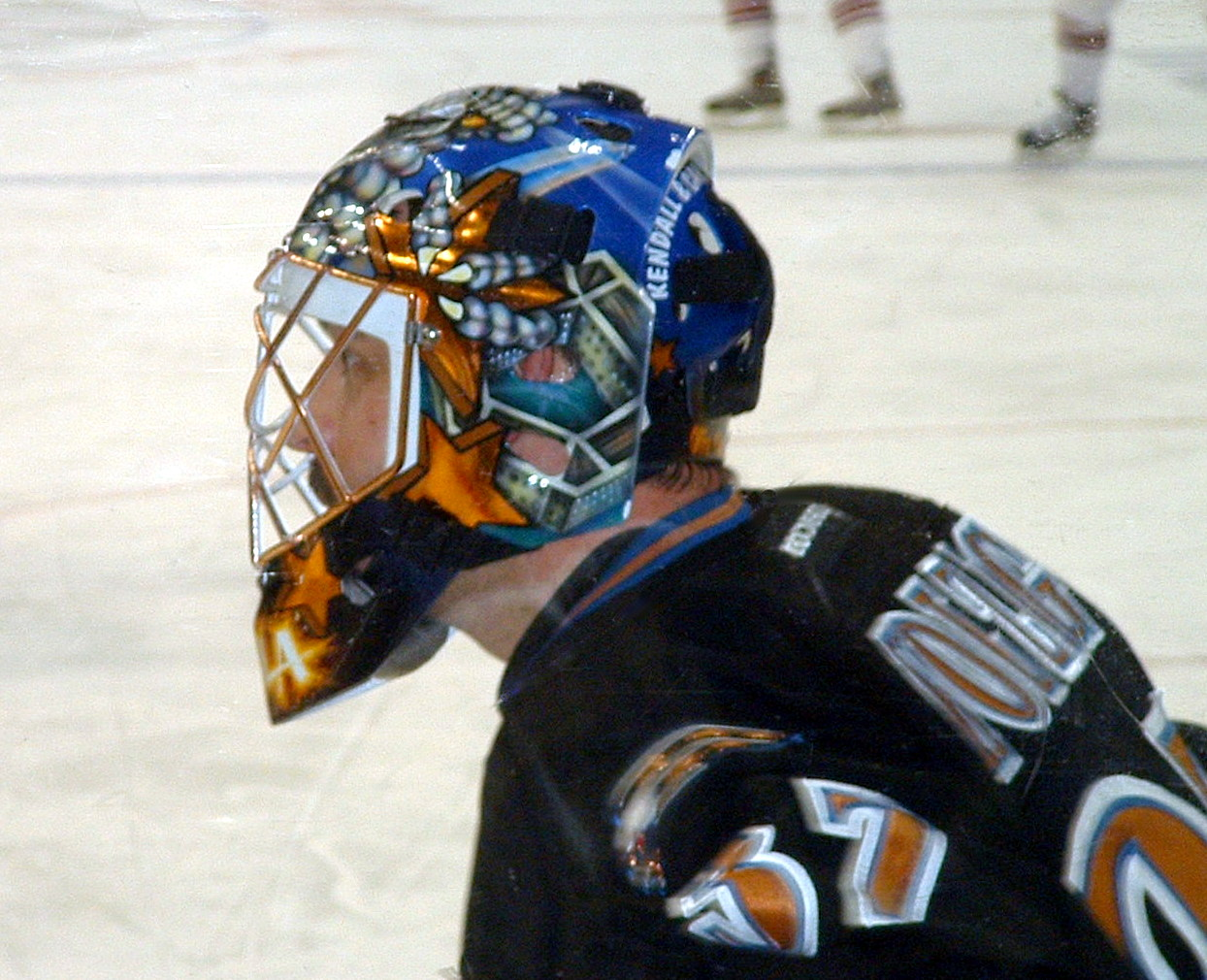
Le masque de Kölzig avec les Capitals

Kölzig prend part aux Jeux olympiques de Nagano dans l'uniforme de l'Équipe d'Allemagne de hockey sur glace comme gardien titulaire : il enregistre deux victoires et aucune défaite, avec une moyenne de buts alloués de 1,00. Il répète l'expérience olympique en 2006 à Turin. Il a aussi le mérite d'être un des quatre gardiens de toute l'histoire à n'avoir accordé aucun but au cours d'une période du Match des étoiles, en 2000, après avoir pris également part au Match des étoiles de 1998.
Il est, en 2004, élu meilleur joueur de l'histoire des Capitals par les supporteurs du club à qui on avait demandé d'élire les 30 meilleurs joueurs de l'histoire de la franchise pour célébrer le trentième anniversaire du club. Il est aussi connu pour ses services en dehors de la glace : il a fondé, en compagnie de Byron Dafoe et de Scott Mellanby, Athlètes Against Autism ("Les athlètes contre l'autisme") qui sensibilise les gens à l'autisme et collecte des fonds pour faire avancer les recherches. Il remporte le trophée King-Clancy en 2006 pour son œuvre humanitaire et est nommé un des 10 washingtoniens de l'année 2006 par le Washingtonian Magazine en 2000.

#### Tampa Bay, Toronto et fin de carrière (2008-2009)
Le 1er juillet 2008, il signe un contrat d'un an avec le Lightning de Tampa Bay.
Le 4 mars 2009, le Lightning de Tampa Bay le cède aux Maple Leafs avec Jamie Heward, Andy Rogers et un choix de quatrième ronde au repêchage 2009 en retour de Richard Petiot.
Le 23 septembre 2009, il décide de se retirer après 19 saisons dans la LNH, et 719 parties dont 711 avec les Capitals de Washington.

### Vie privée
Il n'a jamais demandé l'obtention de la citoyenneté canadienne et détient plutôt un passeport allemand qui, grâce à ses parents qui sont allemands, lui permet de représenter l'équipe d'Allemagne au niveau international.

## Statistiques
| Saison     | Équipe                    | Ligue      |     | Saison régulière | Saison régulière | Saison régulière | Saison régulière | Saison régulière | Saison régulière | Saison régulière | Saison régulière | Saison régulière | Saison régulière |    | Séries éliminatoires | Séries éliminatoires | Séries éliminatoires | Séries éliminatoires | Séries éliminatoires | Séries éliminatoires | Séries éliminatoires | Séries éliminatoires | Séries éliminatoires |
| Saison     | Équipe                    | Ligue      | PJ  | V                | D                | Pr/N             | Min              | BC               | Moy              | % Arr            | Bl               | Pun              | PJ               | V  | D                    | Min                  | BC                   | Moy                  | % Arr                | Bl                   | Pun                  |                      |                      |
| 1987-1988  | Bruins de New Westminster | LHOu       | 15  | 6                | 5                | 0                | 650              | 48               | 4,43             |                  | 1                | 0                | 3                | 0  | 3                    | 149                  | 11                   | 4,43                 |                      | 0                    | 0                    |                      |                      |
| 1988-1989  | Americans de Tri-City     | LHOu       | 30  | 16               | 10               | 2                | 1 671            | 97               | 3,48             | 90,5             | 1                | 24               | 6                |    |                      |                      |                      |                      |                      |                      | 2                    |                      |                      |
| 1989-1990  | Capitals de Washington    | LNH        | 2   | 0                | 2                | 0                | 120              | 12               | 6,00             | 81,0             | 0                | 0                | -                | -  | -                    | -                    | -                    | -                    | -                    | -                    | -                    |                      |                      |
| 1989-1990  | Americans de Tri-City     | LHOu       | 48  | 21               | 18               | 3                | 2 504            | 187              | 4,48             | 88,5             | 1                | 36               | 6                | 4  | 0                    | 318                  | 27                   | 5,09                 |                      | 0                    | 2                    |                      |                      |
| 1990-1991  | Skipjacks de Baltimore    | LAH        | 26  | 10               | 12               | 1                | 1 367            | 72               | 3,16             | 88,9             | 0                | 2                | -                | -  | -                    | -                    | -                    | -                    | -                    | -                    | -                    |                      |                      |
| 1990-1991  | Admirals de Hampton Roads | ECHL       | 21  | 11               | 9                | 1                | 1 248            | 71               | 3,41             | 89,0             | 2                | 29               | 3                | 1  | 2                    | 180                  | 14                   | 4,66                 |                      | 0                    | 0                    |                      |                      |
| 1991-1992  | Skipjacks de Baltimore    | LAH        | 28  | 5                | 17               | 2                | 1 503            | 105              | 4,19             | 87,8             | 1                | 6                | -                | -  | -                    | -                    | -                    | -                    | -                    | -                    | -                    |                      |                      |
| 1991-1992  | Admirals de Hampton Roads | ECHL       | 14  | 11               | 3                | 0                | 847              | 41               | 2,90             | 91,4             | 0                | 31               | -                | -  | -                    | -                    | -                    | -                    | -                    | -                    | -                    |                      |                      |
| 1992-1993  | Americans de Rochester    | LAH        | 49  | 25               | 16               | 4                | 2 737            | 168              | 3,68             | 88,2             | 0                | 6                | 17               | 9  | 8                    | 1 040                | 61                   | 3,52                 |                      | 0                    | 8                    |                      |                      |
| 1992-1993  | Capitals de Washington    | LNH        | 1   | 0                | 0                | 0                | 20               | 2                | 6,00             | 71,4             | 0                | 0                | -                | -  | -                    | -                    | -                    | -                    | -                    | -                    | -                    |                      |                      |
| 1993-1994  | Pirates de Portland       | LAH        | 29  | 16               | 8                | 5                | 1 725            | 88               | 3,06             | 90,6             | 3                | 21               | 17               | 12 | 5                    | 1 035                | 44                   | 2,55                 |                      | 0                    | 2                    |                      |                      |
| 1993-1994  | Capitals de Washington    | LNH        | 7   | 0                | 3                | 0                | 224              | 20               | 5,37             | 84,4             | 0                | 0                | -                | -  | -                    | -                    | -                    | -                    | -                    | -                    | -                    |                      |                      |
| 1994-1995  | Capitals de Washington    | LNH        | 14  | 2                | 8                | 2                | 725              | 30               | 2,49             | 90,2             | 0                | 4                | 2                | 1  | 0                    | 45                   | 1                    | 1,35                 | 95,2                 | 0                    | 0                    |                      |                      |
| 1994-1995  | Pirates de Portland       | LAH        | 2   | 1                | 0                | 1                | 125              | 3                | 1,44             | 95,2             | 0                | 0                | -                | -  | -                    | -                    | -                    | -                    | -                    | -                    | -                    |                      |                      |
| 1995-1996  | Capitals de Washington    | LNH        | 18  | 4                | 8                | 2                | 898              | 46               | 3,08             | 88,7             | 0                | 2                | 5                | 2  | 3                    | 342                  | 11                   | 1,93                 | 93,4                 | 0                    | 4                    |                      |                      |
| 1995-1996  | Pirates de Portland       | LAH        | 5   | 5                | 0                | 0                | 300              | 7                | 1,40             | 95,7             | 1                | 4                | -                | -  | -                    | -                    | -                    | -                    | -                    | -                    | -                    |                      |                      |
| 1996-1997  | Capitals de Washington    | LNH        | 29  | 8                | 15               | 4                | 1 645            | 71               | 2,59             | 90,6             | 2                | 4                | -                | -  | -                    | -                    | -                    | -                    | -                    | -                    | -                    |                      |                      |
| 1997-1998  | Capitals de Washington    | LNH        | 64  | 33               | 18               | 10               | 3 789            | 139              | 2,20             | 92,0             | 5                | 12               | 21               | 12 | 9                    | 1 352                | 44                   | 1,95                 | 94,1                 | 4                    | 4                    |                      |                      |
| 1998-1999  | Capitals de Washington    | LNH        | 64  | 26               | 31               | 3                | 3 586            | 154              | 2,58             | 90,0             | 4                | 19               | -                | -  | -                    | -                    | -                    | -                    | -                    | -                    | -                    |                      |                      |
| 1999-2000  | Capitals de Washington    | LNH        | 73  | 41               | 20               | 11               | 4 371            | 163              | 2,24             | 91,7             | 5                | 6                | 5                | 1  | 4                    | 284                  | 16                   | 3,38                 | 84,5                 | 0                    | 0                    |                      |                      |
| 2000-2001  | Capitals de Washington    | LNH        | 72  | 37               | 26               | 8                | 4 279            | 177              | 2,48             | 90,9             | 5                | 14               | 6                | 2  | 4                    | 375                  | 14                   | 2,24                 | 90,8                 | 1                    | 0                    |                      |                      |
| 2001-2002  | Capitals de Washington    | LNH        | 71  | 31               | 29               | 8                | 4 132            | 192              | 2,79             | 90,3             | 6                | 8                | -                | -  | -                    | -                    | -                    | -                    | -                    | -                    | -                    |                      |                      |
| 2002-2003  | Capitals de Washington    | LNH        | 66  | 33               | 25               | 6                | 3 894            | 156              | 2,40             | 91,9             | 4                | 0                | 6                | 2  | 4                    | 404                  | 14                   | 2,08                 | 92,7                 | 1                    | 4                    |                      |                      |
| 2003-2004  | Capitals de Washington    | LNH        | 63  | 19               | 35               | 9                | 3 739            | 180              | 2,89             | 90,8             | 2                | 6                | -                | -  | -                    | -                    | -                    | -                    | -                    | -                    | -                    |                      |                      |
| 2004-2005  | Eisbären Berlin           | DEL        | 8   |                  |                  |                  | 452              | 19               | 2,52             | 90,5             | 2                | 2                | 3                |    |                      | 178                  | 7                    | 2,36                 | 87,9                 | 0                    | 2                    |                      |                      |
| 2005-2006  | Capitals de Washington    | LNH        | 59  | 20               | 28               | 11               | 3 507            | 206              | 3,53             | 89,6             | 0                | 14               | -                | -  | -                    | -                    | -                    | -                    | -                    | -                    | -                    |                      |                      |
| 2006-2007  | Capitals de Washington    | LNH        | 54  | 22               | 24               | 6                | 3 185            | 159              | 3,00             | 91,0             | 1                | 10               | -                | -  | -                    | -                    | -                    | -                    | -                    | -                    | -                    |                      |                      |
| 2007-2008  | Capitals de Washington    | LNH        | 54  | 25               | 21               | 6                | 3 154            | 153              | 2,91             | 89,2             | 1                | 8                | -                | -  | -                    | -                    | -                    | -                    | -                    | -                    | -                    |                      |                      |
| 2008-2009  | Lightning de Tampa Bay    | LNH        | 8   | 2                | 4                | 1                | 411              | 25               | 3,66             | 89,8             | 0                | 0                | -                | -  | -                    | -                    | -                    | -                    | -                    | -                    | -                    |                      |                      |
| Totaux LNH | Totaux LNH                | Totaux LNH | 719 | 303              | 297              | 87               | 41 670           | 1 885            | 2,71             | 90,6             | 35               | 107              | 45               | 20 | 24                   | 2 799                | 100                  | 2,14                 | 92,7                 | 6                    | 12                   |                      |                      |

| Année | Équipe    | Compétition          |   | PJ | V | D | Pr/N | Min | BC   | Moy  | % Arr | Bl | Pun       |  | Résultat |
| 1997  | Allemagne | Championnat du monde | 4 | 0  | 3 | 0 | 199  | 13  | 3,92 | 89,1 | 0     | 0  | 11e place |  |          |
| 1998  | Allemagne | Jeux olympiques      | 2 | 2  | 0 | 0 | 120  | 2   | 1,00 | 96,6 | 1     | 0  | 9e place  |  |          |
| 2004  | Allemagne | Coupe du monde       | 3 |    |   |   | 180  |     | 3,34 | 90,5 |       | 0  | 8e place  |  |          |
| 2004  | Allemagne | Championnat du monde | 5 | 2  | 2 | 1 | 299  | 11  | 2,21 | 92,1 | 0     |    | 9e place  |  |          |
| 2006  | Allemagne | Jeux olympiques      | 3 | 0  | 1 | 2 | 179  | 8   | 2,68 | 89,9 | 0     | 2  | 10e place |  |          |